# Pinball 1973
Pinball 1973 (jap. 1973年のピンボール 1973-nen no Pinbōru [= Pinball]) ist ein Roman von Haruki Murakami. Er erschien erstmals 1980 auf Japanisch und wurde vom Autor über mehrere Jahrzehnte nicht zur Übersetzung freigegeben. Im Jahr 2015 erschien die deutsche Übersetzung im DuMont Buchverlag.

## Inhalt
Pinball 1973 ist die Fortsetzung zu Wenn der Wind singt. Der Erzähler interessiert sich im Jahr 1969 für Geschichten von sonderbaren Orten. Seine Freundin Naoko erzählt ihm von einer verschlafenen Kleinstadt, die nur aus einem Bahnhof und einer Hauptstraße zu bestehen scheint. Vier Jahre später bereist der Erzähler diesen Ort und rekonstruiert die Kindheit Naokos, die sich in diesem Ort zugetragen hat. 
Sein Freund Ratte lebt 1973 mehrere hundert Kilometer entfernt, hat eine große Wohnung und ein eigenes Auto, während der Erzähler sich nur eine bescheidene Wohnung leisten kann. Der Erzähler erinnert sich an das Jahr 1970, in welchem sich Ratte für Flipperautomaten begeisterte und an einem Gerät sogar die Höchstpunktzahl knackte. Er recherchiert über das Gerät und erfährt, dass es das Modell  Starship der amerikanischen Firma Gilbert gewesen ist. Mithilfe eines Spanischprofessors begibt er sich auf die Suche nach dem Gerät und findet heraus, dass es 1971 verschrottet wurde.

## Kritik
„Die Handlung beider Romane [Anm.: Wenn der Wind spielt und Pinball 1973] ist schnell erzählt: Es geht um Selbstfindung, um Flirts. Denn noch besser als Bier schmeckt bekanntlich nur die Liebe. Murakami reduziert seine Geschichte ebenso aufs Wesentliche, wie seine Sprache.“